# Eleições estaduais no Rio de Janeiro em 1962
As eleições estaduais no Rio de Janeiro em 1962 ocorreram em 7 de outubro como parte das eleições gerais em 22 estados e nos territórios federais do Amapá, Rondônia e Roraima. Foram eleitos o governador Badger da Silveira, o vice-governador João Batista da Costa, os senadores Aarão Steinbruch e Vasconcelos Torres, além de 21 deputados federais e 62 estaduais na última eleição direta realizada antes do Regime Militar de 1964, com a ressalva que onze estados elegeriam seus governadores em 1965.
Os acontecimentos anteriores à eleição estadual de 1962 foram marcada por mudanças drásticas no governo fluminense; começou com a morte trágica do governador Roberto Silveira em Petrópolis no dia 28 de fevereiro de 1961, o então vice-governador Celso Peçanha assumir o cargo de governador até o dia 7 de julho de 1962, que este renunciou o cargo para se candidatar para uma vaga do Senado Federal e o governo fluminense foi assumido pelos "governos-tampão" de José de Carvalho Janotti e Luís Miguel Pinaud até a posse do governador eleito.

## Resultado da eleição para governador
Conforme o banco de dados do Tribunal Superior Eleitoral, foram apurados 778.573 votos nominais.
| Candidatos a governador do estado | Candidatos a vice-governador | Número | Coligação     | Votação | Percentual |
| --------------------------------- | ---------------------------- | ------ | ------------- | ------- | ---------- |
| Badger da Silveira PTB            | Ver abaixo -                 | -      | PTB, PDC      | 260.841 | 33,50%     |
| Tenório Cavalcanti PST            | Ver abaixo -                 | -      | PST, PTN      | 224.734 | 28,87%     |
| Paulo Fernandes PSD               | Ver abaixo -                 | -      | PSD, PRT, PRP | 150.041 | 19,27%     |
| Miguel Couto Filho PSP            | Ver abaixo -                 | -      | PSP, UDN, MTR | 108.822 | 13,98%     |
| Edmundo de Macedo Soares PSB      | Ver abaixo -                 | -      | PSB, PL       | 34.135  | 4,38%      |

## Resultado da eleição para vice-governador
Conforme o banco de dados do Tribunal Superior Eleitoral foram apurados 596.389 votos nominais.
| Candidatos a governador do estado | Candidatos a vice-governador | Número | Coligação                        | Votação | Percentual |
| --------------------------------- | ---------------------------- | ------ | -------------------------------- | ------- | ---------- |
| Ver acima -                       | João Batista da Costa PL     | -      | PSB, PL, PSD, PST, PTN, PRT, PRP | 267.757 | 44,90%     |
| Ver acima -                       | Saramago Pinheiro UDN        | -      | PSP, UDN, MTR                    | 195.191 | 32,73%     |
| Ver acima -                       | Atanagildo Leite Ferraz PDC  | -      | PDC (sem coligação)              | 133.441 | 22,37%     |

## Resultado da eleição para senador
Conforme o banco de dados do Tribunal Superior Eleitoral foram apurados 1.142.516 votos nominais.
| Candidatos a senador da República | Candidatos a suplente de senador | Número | Coligação           | Votação | Percentual |
| --------------------------------- | -------------------------------- | ------ | ------------------- | ------- | ---------- |
| Aarão Steinbruch MTR              | Olegário Bernardes MTR           | -      | MTR, UDN, PSP, PR   | 313.469 | 27,44%     |
| Vasconcelos Torres PTB            | João Pedro Gouveia Vieira PTB    | -      | PTB (sem coligação) | 287.372 | 25,15%     |
| Celso Peçanha PSD                 | Lício Araújo PSD                 | -      | PSD, PTN            | 213.457 | 18,68%     |
| Saturnino Braga PSP               | Antônio Dias Rosa MTR            | -      | MTR, UDN, PSP       | 109.329 | 9,57%      |
| Mário Guimarães PTB               | Jaime Rodrigues Siqueira PTB     | -      | PTB (sem coligação) | 103.702 | 9,08%      |
| José Alves PTB                    | Augusto Pinheiro de Carvalho PTB | -      | PTB (sem coligação) | 83.504  | 7,31%      |
| Jonas Bahiense PST                | Adail Tinoco PST                 | -      | PST (sem coligação) | 31.683  | 2,77%      |

## Deputados federais eleitos
São relacionados os candidatos eleitos com informações complementares da Câmara dos Deputados.

Representação eleita
  PTB: 8
  PSD: 5
  UDN: 3
  PST: 2
  PSP: 2
  PSB: 1

Fonteː
| Deputados federais eleitos | Partido | Votação | Percentual | Cidade onde nasceu      | Unidade federativa |
| Amaral Peixoto             | PSD     | 45.305  |            | Rio de Janeiro          | Rio de Janeiro     |
| Bocaiuva Cunha             | PTB     | 42.592  |            | Rio de Janeiro          | Rio de Janeiro     |
| Demistoclides Batista      | PST     | 38.308  |            | Cachoeiro de Itapemirim | Espírito Santo     |
| Paiva Muniz                | PTB     | 37.834  |            | Macaé                   | Rio de Janeiro     |
| Geremias Fontes            | PTB     | 29.857  |            | São Gonçalo             | Rio de Janeiro     |
| Edésio Nunes               | PTB     | 29.167  |            | Niterói                 | Rio de Janeiro     |
| Mário Tamborindeguy        | PSD     | 24.535  |            | Pelotas                 | Rio Grande do Sul  |
| Adolfo Oliveira            | UDN     | 25.145  |            | Petrópolis              | Rio de Janeiro     |
| Edilberto Castro           | UDN     | 22.936  |            | Quissamã                | Rio de Janeiro     |
| Tenório Cavalcanti         | PST     | 21.629  |            | Palmeira dos Índios     | Alagoas            |
| Raimundo Padilha           | UDN     | 21.434  |            | Fortaleza               | Ceará              |
| Augusto de Gregório        | PTB     | 21.177  |            | Paraíba do Sul          | Rio de Janeiro     |
| Heli Ribeiro Gomes         | PTB     | 20.924  |            | Campos dos Goytacazes   | Rio de Janeiro     |
| Getúlio de Moura           | PSD     | 20.425  |            | Itaguaí                 | Rio de Janeiro     |
| Adão Pereira Nunes         | PSP     | 19.856  |            | Campos dos Goytacazes   | Rio de Janeiro     |
| Ário Teodoro               | PTB     | 18.510  |            | Rio de Janeiro          | Rio de Janeiro     |
| Emanuel Waismann           | PSP     | 18.498  |            | Rio de Janeiro          | Rio de Janeiro     |
| José Pedroso               | PSD     | 16.169  |            | Salvador                | Bahia              |
| Afonso Celso               | PTB     | 16.098  |            | Campos dos Goytacazes   | Rio de Janeiro     |
| Daso Coimbra               | PSD     | 15.317  |            | Rio de Janeiro          | Rio de Janeiro     |
| Saturnino Braga            | PSB     | 7.709   |            | Rio de Janeiro          | Rio de Janeiro     |
| Fonte:                     |         |         |            |                         |                    |

## Deputados estaduais eleitos
No Rio de Janeiro foram eleitos 62 deputados estaduais.
| Deputados estaduais eleitos        | Partido | Votação | Percentual | Cidade onde nasceu    | Unidade federativa |
| Altair Lima                        | PSP     | 7.845   |            |                       |                    |
| Mendonça Thurler                   | PTB     | 7.801   |            |                       |                    |
| Amâncio Azevedo                    | PSD     | 6.790   |            | Nova Friburgo         | Rio de Janeiro     |
| Jorge Sessim David                 | UDN     | 6.560   |            |                       |                    |
| José de Amorim Pereira             | MTR     | 6.349   |            |                       |                    |
| Feliciano Benedito da Costa        | PSP     | 5.799   |            |                       |                    |
| José Montes Paixão                 | PSD     | 5.476   |            | Rio de Janeiro        | Rio de Janeiro     |
| José Sally                         | PSD     | 5.399   |            | Itaocara              | Rio de Janeiro     |
| Paulo Hervé                        | UDN     | 5.216   |            |                       |                    |
| Togo de Barros                     | PSD     | 5.185   |            | Campos dos Goytacazes | Rio de Janeiro     |
| Simão Mansur                       | UDN     | 5.179   |            |                       |                    |
| Aécio Nanci                        | PSP     | 5.162   |            |                       |                    |
| Waldir Medeiros                    | PSP     | 5.140   |            |                       |                    |
| Pereira Pinto                      | PTB     | 5.119   |            | Campos dos Goytacazes | Rio de Janeiro     |
| Teotônio Araújo                    | PDC     | 5.008   |            | Campos dos Goytacazes | Rio de Janeiro     |
| Ordener Veloso                     | PSP     | 5.006   |            |                       |                    |
| Aristóteles de Miranda Melo        | PST     | 4.980   |            |                       |                    |
| Jorge Bedran                       | PSP     | 4.898   |            |                       |                    |
| Tanus Alexandre                    | PDC     | 4.795   |            |                       |                    |
| Miguel Salim Saad                  | PTB     | 4.761   |            |                       |                    |
| Waldir Barbosa Moreira             | PSP     | 4.699   |            |                       |                    |
| Antônio Carlos Sá Rego             | UDN     | 4.646   |            |                       |                    |
| Nicanor Campanário                 | MTR     | 4.601   |            |                       |                    |
| Lucas Figueira                     | PTN     | 4.574   |            |                       |                    |
| Raul de Oliveira Rodrigues         | PSP     | 4.573   |            |                       |                    |
| Dayl de Almeida                    | PDC     | 4.382   |            | Rio de Janeiro        | Rio de Janeiro     |
| Arsonval Macedo                    | PTB     | 4.363   |            |                       |                    |
| Francisco Alves da Costa           | PSB     | 4.359   |            |                       |                    |
| Heleno Nunes                       | PSD     | 4.300   |            | Petrópolis            | Rio de Janeiro     |
| João Pedro da Silveira             | PSD     | 4.263   |            |                       |                    |
| Afonso Celso Nogueira Monteiro     | PSB     | 4.224   |            |                       |                    |
| Hydekel de Freitas                 | PR      | 4.220   |            | Porciúncula           | Rio de Janeiro     |
| José Haddad                        | PSD     | 4.169   |            | Nova Iguaçu           | Rio de Janeiro     |
| Luís Braz                          | UDN     | 4.118   |            | Itaocara              | Rio de Janeiro     |
| José Kezen                         | PSD     | 4.102   |            |                       |                    |
| Elzio Ramalho                      | PST     | 4.090   |            |                       |                    |
| Waldemar Lima Teixeira             | PSD     | 4.088   |            |                       |                    |
| Lenísio Sócrates Batista           | PTN     | 4.061   |            |                       |                    |
| Cordolino Ambrósio                 | PTB     | 3.982   |            | Miracema              | Rio de Janeiro     |
| Nilo Teixeria Campos               | PTB     | 3.977   |            |                       |                    |
| Altineu Côrtes Pires               | PSD     | 3.876   |            |                       |                    |
| Zulmar Batista                     | PSB     | 3.810   |            | Bom Jesus do Norte    | Espírito Santo     |
| Amyl Ney Rechaid                   | PSD     | 3.800   |            |                       |                    |
| Jamil Miguel Sabra                 | PSD     | 3.779   |            |                       |                    |
| Zorly Martins                      | PTB     | 3.756   |            |                       |                    |
| Sebastião Bruno                    | MTR     | 3.690   |            |                       |                    |
| João Kiffer Neto                   | PTB     | 3.609   |            |                       |                    |
| Walter Faria Pacheco               | PTB     | 3.582   |            |                       |                    |
| José de Cerqueira Garcia           | UDN     | 3.522   |            |                       |                    |
| José Antônio da Silva              | PTN     | 3.468   |            |                       |                    |
| Calixto Nami Kalil                 | PR      | 3.451   |            |                       |                    |
| Norberto Marques                   | UDN     | 3.436   |            |                       |                    |
| José da Costa França               | PTB     | 3.411   |            |                       |                    |
| Henri Novo                         | PTB     | 3.384   |            |                       |                    |
| Antonio Gaspar                     | PTB     | 3.374   |            |                       |                    |
| Joadélio Codeço                    | PTB     | 3.273   |            |                       |                    |
| Francisco Eugênio Freire de Moraes | PR      | 2.976   |            |                       |                    |
| José Peixoto Filho                 | PR      | 2.764   |            | Rio de Janeiro        | Rio de Janeiro     |
| Zeyr Porto                         | PDC     | 2.715   |            | São Gonçalo           | Rio de Janeiro     |
| José Inácio Romeiro Júnior         | PTN     | 2.687   |            |                       |                    |
| Ignácio Bezerra de Menezes         | PR      | 2.472   |            |                       |                    |
| Wilson Peçanha Federici            | PDC     | 2.448   |            |                       |                    |
| Fonte:                             |         |         |            |                       |                    |